# Spyros Artavanis-Tsakonas
Spyros (Spyridon) Artavanis-Tsakonas (* 28. Oktober 1946 in Athen, griechisch Σπύρος Αρταβάνης-Τσάκωνας) ist ein griechisch-amerikanischer Zell- und Molekularbiologe und emeritierter Professor an der Harvard Medical School.

## Leben und Wirken
Artavanis-Tsakonas erwarb 1971 an der ETH Zürich einen Master in Chemie und 1975 an der University of Cambridge einen Ph.D. in Molekularbiologie. Als Postdoktorand arbeitete er von 1975 bis 1978 bei Walter Gehring am Biozentrum der Universität Basel und 1979/1980 bei David S. Hogness an der Stanford University. Seit 1982 gehörte er zum Lehrkörper der Yale University, wo er zum Professor für Zellbiologie aufstieg und als Direktor der Abteilung für Biowissenschaften fungierte. Von 1999 bis 2012 hatte Artavanis-Tsakonas eine Professur für Entwicklungsbiologie und -genetik am Collège de France inne, seit 2012 ist er dort Honorarprofessor. Er war Gründungsdirektor der Abteilung für Genetik und Entwicklungsbiologie am Institut Curie. Bereits 1998 übernahm er eine Professur in der Abteilung für Zellbiologie an der Harvard University, später ging sein Forschungslabor an die Harvard Medical School. Von 2012 bis 2017 war er Chief Scientific Officer und Executive Vice President des Biotechnologiekonzerns Biogen.
Von 1990 bis 1998 forschte Artavanis-Tsakonas zusätzlich für das Howard Hughes Medical Institute. Er ist gemeinsam mit Stelios Papadopoulos Begründer der Fondation Santé, die unter anderem biologische Forschung in Griechenland fördert.
Artavanis-Tsakonas und Mitarbeiter verwenden Drosophila melanogaster und Farbmäuse als Modellorganismen. Interessensgebiet ist die Organisation der Zelldifferenzierung vor einem entwicklungsbiologischen Hintergrund. Bekannt ist Artavanis-Tsakonas unter anderem für seine Beiträge zur Aufklärung des Notch-Signalwegs. Jüngere Arbeiten befassen sich mit den Implikationen dieser Erkenntnisse für das Verständnis neurodegenerativer Erkrankungen wie Amyotrophe Lateralsklerose, Morbus Parkinson oder Spinale Muskelatrophie. Laut Datenbank Scopus hat er einen h-Index von 82 (Stand Juli 2025).

## Auszeichnungen (Auswahl)
- 1996 Mitglied der American Academy of Arts and Sciences[5][6]
- 2008 Mitglied der European Molecular Biology Organization[7]
- 2023 Mitglied der National Academy of Sciences[8]
- 2025 Wiley Prize in Biomedical Sciences[3]
- 2025 Canada Gairdner International Award